# Immolation
Gli Immolation sono un gruppo musicale death metal statunitense, formatosi a Yonkers nel 1986. Sono considerati tra i fondatori del New York Death Metal insieme a Suffocation, Incantation e Mortician. I loro testi sono incentrati soprattutto sull'antireligiosità, in particolare sull'anticristianesimo, e occasionalmente sulla politica.

## Storia del gruppo

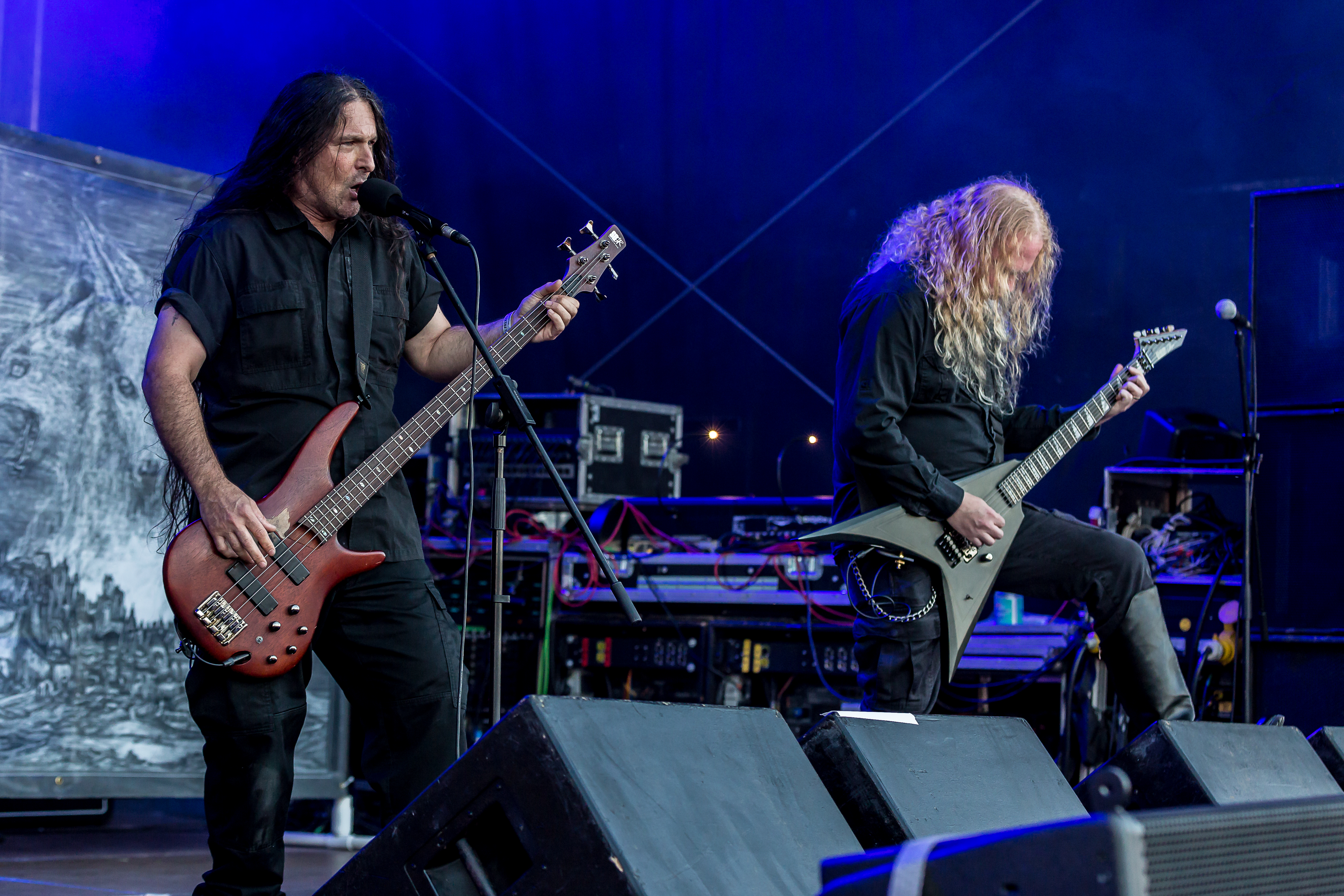
Ross Dolan e Alex Bouks al Metal Frenzy 2019

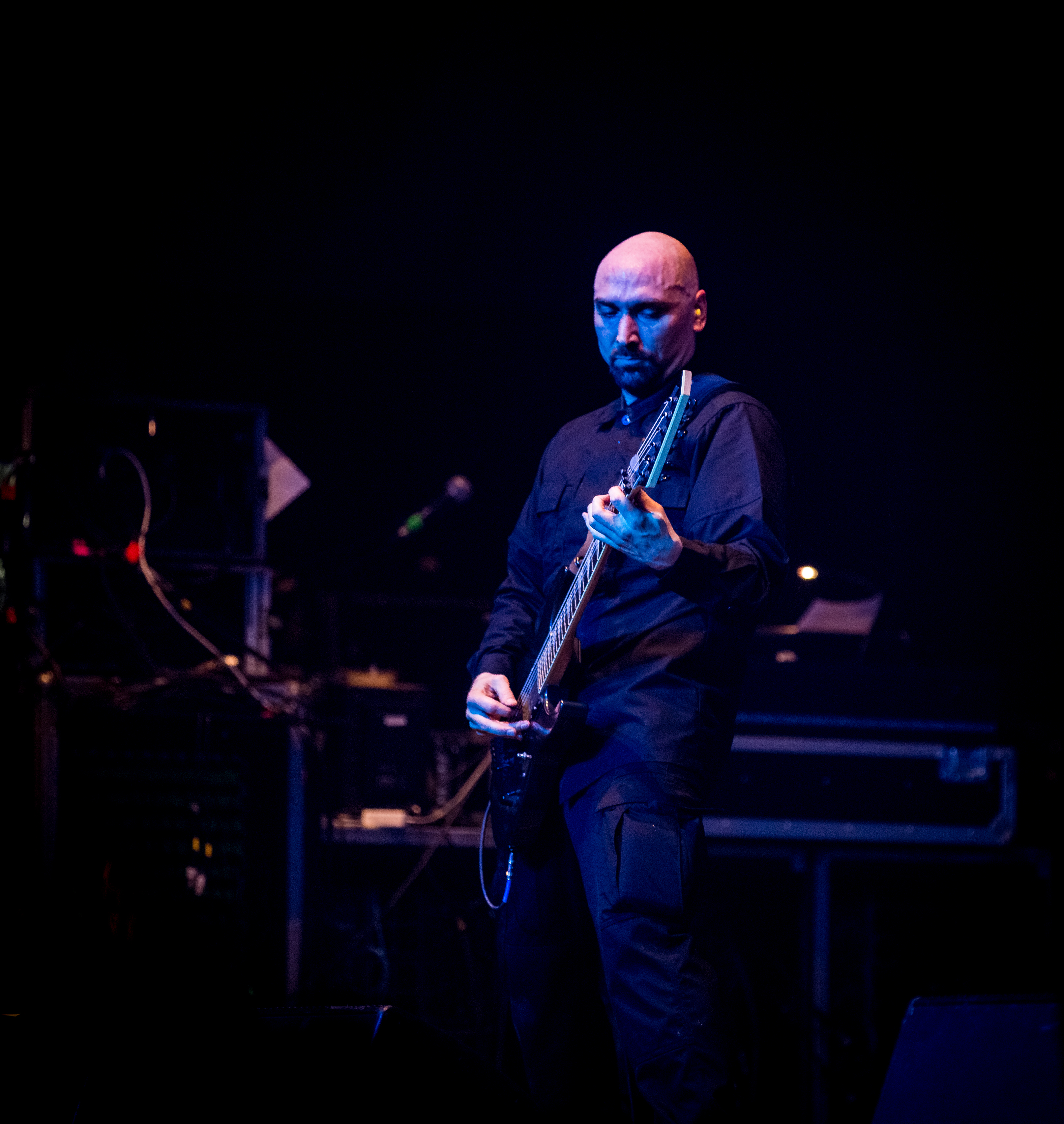
Robert Vigna al Wacken Open Air 2016

Il gruppo nasce nel maggio 1986 con il nome di Rigor Mortis ed è formato da Andrew Sakowicz, Robert Vigna, Thomas Wilkinson e Dave Wilkinson. La band registra tre demo, due nel 1987, Peace Through Tyranny e Decomposed, e uno nel 1988, Warriors of Doom. Nell'aprile del 1988 il gruppo cambia nome in Immolation. Andrew Sakowicz e Dave Wilkinson lasciano la band, i due chitarristi Robert Vigna e Thomas Wilkinson vengono allora raggiunti dal bassista e cantante Ross Dolan e dal batterista Neal Boback. La band registra altri due demotape nel 1988 e 1989 che includono anche le canzoni Immolation e Dawn of Possession, che susciteranno l'interesse delle case discografiche ed otterranno un ottimo seguito. L'etichetta olandese Roadrunner Records propone loro un contratto per un album che viene registrato e pubblicato nel 1991 e si intitola Dawn of Possession. Poco prima dell'inizio delle registrazioni il batterista Boback è sostituito dal nuovo entrato Craig Smilowski. L'album si presenta come un riuscito esempio di death metal pesante e claustrofobico con liriche sataniche e sarà poi considerato un caposaldo del genere. Dopo il tour americano ed europeo viene sciolto il contratto con la Roadrunner e gli Immolation decidono di mettere in stand by l'attività come gruppo fino al 1996, quando firmano il loro secondo contratto discografico con la Metal Blade Records. Nello stesso anno viene dato alle stampe Here in After, secondo full-length che incrementa la pesantezza del sound e la tecnica dei singoli strumentisti. Concettualmente è l'attacco alla Chiesa che fa da padrone in questo disco con liriche come I Feel Nothing e Christ's Cage. Dopo la registrazione del disco il batterista Smilowski lascia la band venendo sostituito dall'ex Fallen Christ Alex Hernandez che prenderà parte ai concerti in America e in Europa dove gli Immolation suoneranno di spalla ai compagni di etichetta Cannibal Corpse.
Nel 1999 la band pubblica Failures for Gods modificando solo la produzione del sound ad opera del produttore Paul Orofino che diventa più cupo, mentre la velocità delle composizioni aumenta fino a raggiungere il suo apice nel 2000 con il disco Close to a World Below con il quale il gruppo raggiunge la maturità artistica e il loro sound, così come la voce abissale di Ross Dolan, diventano subito riconoscibili nel panorama del death metal. La tesi anticristiana e fortemente atea portata avanti dal gruppo qui trova il suo punto di maggiore ispirazione, con attacchi sempre più sottilmente pungenti alla Chiesa e alla sua dottrina. Ciò si evince anche dalle copertine del gruppo, con quella di Close to a World Below che raffigura un Cristo sofferente attorniato da demoni e angeli che si combattono e si violentano tra loro. Poco prima del tour, il chitarrista e fondatore Tom Wilkinson lascia il gruppo a favore dell'ex Angel Corpse, Bill Taylor e con questa line up (Dolan, Vigna, Taylor ed Hernandez) partono per l'Europa come headliner con Deranged, Deströyer 666 e Soul Demise. Seguono poi gli album sotto etichetta Listenable Records, Unholy Cult del 2002 e Harnessing Ruin del 2005 (che vede il cambio di batterista da Hernandez a Steve Shalaty ex Deeds of Flesh).
La band inoltre è sempre stata nota per la sua esplosiva carica live come dimostrato dal DVD Bringing Down the World che gli Immolation pubblicano nel 2004. Nel 2007 viene pubblicato l'album Shadows in the Light, preceduto dall'EP con bonus DVD Hope and Horror. Il 2013 è l'anno di Kingdom of Conspiracy, mentre quattro anni dopo esce Atonement che vede l'ingresso del chitarrista Alex Bouks al posto di Bill Taylor.

## Formazione

### Formazione attuale
- Ross Dolan – voce e basso
- Robert Vigna – chitarra
- Alex Bouks – chitarra
- Steve Shalaty – batteria

### Ex componenti
- Neal Boback – batteria
- John McEntee – chitarra
- Thomas Wilkinson – chitarra
- Bill Taylor – chitarra
- Craig Smilowski – batteria
- Alex Hernandez – batteria

## Progetti paralleli e collaborazioni
- Rigor Mortis (Thomas Wilkinson, Robert Vigna)
- Incantation (John McEntee)
- Mortician (John McEntee)
- Funerus (John McEntee)
- Revenant (John McEntee)
- Profanatica (John McEntee)
- Rellik (Craig Smilowsky)
- Goreaphobia (Craig Smilowsky)
- Infernal Hatred (Craig Smilowsky)
- Violemosh (Craig Smilowsky)
- Terreign (Craig Smilowsky)
- Fallen Christ (Alex Hernandez)
- Requiem Aeternam (Alex Hernandez)
- Angel Corpse (Bill Taylor)
- Feldgrau (Bill Taylor)
- Acheron (Bill Taylor)
- Deeds Of Flesh (Steve Shalaty)
- Odious Sanction (Steve Shalaty)

## Discografia
Album in studio
- 1991 – Dawn of Possession
- 1996 – Here in After
- 1999 – Failures for Gods
- 2000 – Close to a World Below
- 2002 – Unholy Cult
- 2005 – Harnessing Ruin
- 2007 – Shadows in the Light
- 2010 – Majesty and Decay
- 2013 – Kingdom of Conspiracy
- 2017 – Atonement
- 2022 – Acts of God

Raccolte
- 1995 – Stepping on Angels… Before Dawn

EP
- 2007 – Hope and Horror
- 2011 – Providence

Singoli
- 2016 – Immolation

Split
- 1991 – A Day of Death (con i Mortician)
- 2008 - Shadows of the Emissaries' Curse Tour 2008 (con i Melechesh)

Demo
- 1988 – '88 Demo
- 1989 – Immolation
- 1994 – 1994 Promotional Demo

## Videografia
- 2004 – Bringing Down The World DVD (Listenable Records)
- 2005 – Harnessing Ruin videoclip